# Mezőkövesdi KC
Maillots
Actualités
Dernière mise à jour : 20 octobre 2015.
Le Mezőkövesdi KC   est un club de handball, situé à Mezőkövesd en Hongrie, évoluant en Nemzeti Bajnokság I.

## Histoire
- 1993: Fondation du club.
- 2009: le club est septième de la Nemzeti Bajnokság I.
- 2010: le club est dixième de la Nemzeti Bajnokság I.
- 2011: le club est onzième de la Nemzeti Bajnokság I.
- 2012: le club est onzième de la Nemzeti Bajnokság I et se fait reléguer.
- 2013: le club est deuxième de la Nemzeti Bajnokság I/B.
- 2014: le club est neuvième de la Nemzeti Bajnokság I.
- 2015: le club est huitième de la Nemzeti Bajnokság I.

## Palmarès
- Coupe de Hongrie : Troisième en 2015
- Nemzeti Bajnokság I/B (D2) (2) :

Champion en 2013 et 2018
Deuxième en 2007
- Nemzeti Bajnokság II (D3) (1) :

Champion en 2002
Deuxième en 1998

## Effectif actuel
| N° | Poste | Nom                    | Date de naissance   | Taille | Arrivée | Club précédent      | Sélection |
| -- | ----- | ---------------------- | ------------------- | ------ | ------- | ------------------- | --------- |
| 1  | GB    | Milos Mojsilov         | 11/09/1992 (27 ans) | 1,92 m | 2019    | Ceglédi KKSE        | -         |
| 16 | GB    | Imre Pásztor           | 23/07/1996 (23 ans) | 1,93 m | 2017    | SC Pick Szeged      | -         |
| 21 | GB    | Patrik Pelyhe          | 01/06/2001 (18 ans) | 1,88 m | 2013    | Formé au club       | -         |
| 14 | ALG   | László Horváth         | 22/09/1998 (21 ans) | 1,91 m | 2018    | Balatonfüredi KSE   | -         |
| 95 | ALG   | Máté Menyhárt          | 03/03/1995 (25 ans) | 1,87 m | 2017    | SBS Eger-Eszterházy | -         |
| 2  | ALD   | Nándor Jancsó          | 03/09/1995 (24 ans) | 1,79 m | 2017    | Tatai AC            | -         |
| 6  | ALD   | Martin Varjú           | 03/01/1996 (24 ans) | 1,83 m | 2018    | Csurgói KK          | -         |
| 10 | DC    | Tomislav Radnić        | 07/01/1990 (30 ans) | 1,91 m | 2018    | Ceglédi KKSE        | -         |
| 31 | DC    | Botond Zelei           | 18/12/1997 (22 ans) | 1,83 m | 2017    | Veszprém KKFT       | -         |
| 3  | ARG   | Bence Kovács           | 18/02/2003 (17 ans) | 1,95 m | 2019    | Balatonfüredi KSE   | -         |
| 13 | ARG   | Faruk Halilbegović     | 07/09/1987 (32 ans) | 1,97 m | 2018    | Selka Eskişehir SK  | Bosnie    |
| 24 | ARD   | Stanko Stanković       | 14/11/1989 (30 ans) | 1,95 m | 2018    | RK Borac Banja Luka | -         |
| 25 | ARD   | Bálint Gulácsi         | 08/04/2001 (18 ans) | 1,94 m | 2018    | Bőcs KSC            | -         |
| 9  | PVT   | Olivér Szöllősi        | 06/02/1998 (22 ans) | 1,90 m | 2019    | Balatonfüredi KSE   | -         |
| 35 | PVT   | Henrique Pedro Martins | 20/02/1995 (25 ans) | 1,93 m | 2018    | Gyöngyösi KK        | -         |
| 99 | PVT   | Máté Dávid             | 24/09/1996 (23 ans) | 1,92 m | 2017    | Veszprém KSE        | -         |

Remarque :  L'ailier droit  Norbert Hangyel est en prêt au Ózdi KC (D2 Hongroise) de Janvier à Mai 2020